# دونالد نوویس
دونالد نوویس (انگلیسی: Donald Novis؛ ‏ ۳ مارس ۱۹۰۶ – ۲۳ ژوئیهٔ ۱۹۶۶) بازیگر و خواننده تنور اپرا اهل بریتانیا بود. وی بین سال‌های ۱۹۲۹ تا ۱۹۶۴ میلادی فعالیت می‌کرد.
از فیلم‌هایی که وی در آن‌ها نقش داشته‌است، می‌توان به این همان شب است، بولداگ درومند، مونت‌کارلو، بامبی و یک ساعت با تو اشاره نمود.